# Comté de Lecce
Le comté de Lecce (1055-1463) était un comté d'origine normande qui avait Lecce comme capitale, dans le sud de l'Italie.
Il était bordé au nord par Brindisi, Oria et Nardò à l'ouest et Soleto et Otrante au sud.
Les Normands entreprirent de conquérir les terres de Salento en 1055 menés par des chefs tels que Godefroi de Hauteville, Robert Guiscard qui en 1058 n'avaient pas encore pris Nardò et Lecce.
En 1088 fut fondée la principauté de Tarente, attribué à l'époque à Bohémond de Hauteville et comprenait Oria, Gallipoli et Otrante.

## Les comtes de Lecce
- Branche des Hauteville :

Armes des Hauteville

  - 1055, Rainald, fils de Accardo, comte de Lecce;
  - 1055, Godefroi, frère de Rainald, comte de Lecce;
  - 1092, Godrefoi II, fils de Godefroi, comte de Lecce et Ostuni;
  - 1120, Accardo II, fils de Godefroi, comte de Lecce et Ostuni en 1133 fonda le monastère de St-Jean l'Évangéliste;
  - 1133, Godefroi III, comte de Lecce et Ostuni, seigneur de Caltanisseta;
  - 1149, Tancrède de Lecce, fils illégitime de Roger III, duc des Pouilles et Emma;
  - Guillaume III de Sicile, roi de Sicile.
- Branche des Hohenstaufen (souabe) :
  - 1194, Henri VI du Saint-Empire, empereur romain et roi de Sicile, épousa Constance de Hauteville (fille de Roger II et cousine de Tancrède);
  - 1194, Robert Biccari.

- Maison de Brienne :

Armes de Jean de Brienne : d'azur au lion d'or armé et lampassé de gueules

  - 1200, Gautier III de Brienne, du chef de son épouse Elvire de Lecce ;
- Branche des Hohenstaufen (souabe) :
  - 1205, Frédéric II;
  - 1250, Manfred Ier de Sicile, fils de Frédéric II.
- Maison de Brienne :
  - 1266, Gautier IV de Brienne, revenant de France où il était parti petit, investi par Charles;
  - 1280, Hugues de Brienne, maison d'Anjou et fils de Guillaume IV;
  - 1306, Gautier V, fils d'Hugues;
  - 1324, Gautier VI de Brienne, fils de Gautier V;
  - 1356, Isabelle de Brienne, sœur de Gautier VI.

- Maison d'Enghien;

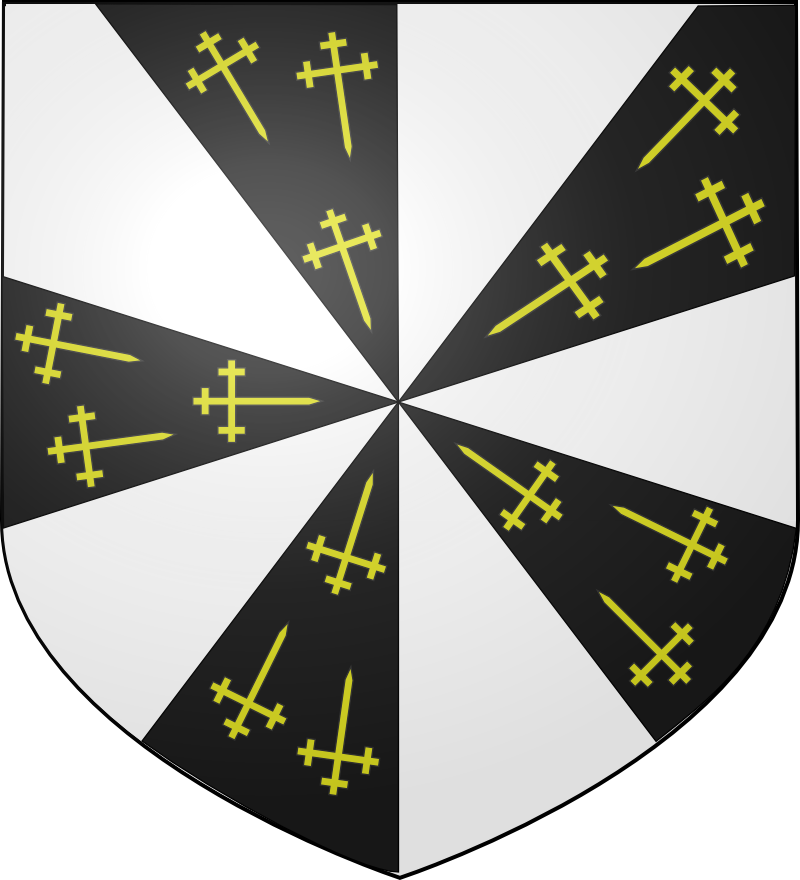
Armes des Enghiens

  - 1357,  Jean d'Enghien (?-1380), comte de Lecce et baron de Castro;
  - 1380, Pierre d'Enghien, fils de Jean;
  - 1384, Marie d'Enghien.
- Maison Orsini-Balzo :
  - 1393, Raimond Orsini, appelé aussi Raimondello, époux de Marie d'Enghien;
  - 1406, Ladislas Ier de Naples, second mari de Marie d'Enghien;
  - 1415, Marie d'Enghien, captive de sa belle-sœur à Naples;
  - 1446, Jean Antoine Orsini-Balzo, fils de Raimond Orsini et de Marie d'Enghien.
- 1463, Ferdinand Ier de Naples, roi de Naples, relia la principauté de Tarente avec le royaume de Naples; son fils ainé, alors duc de Calabre, commença à donner le titre de prince de Tarente pour les enfants même si la principauté a disparu.